# Ciência humboldtiana

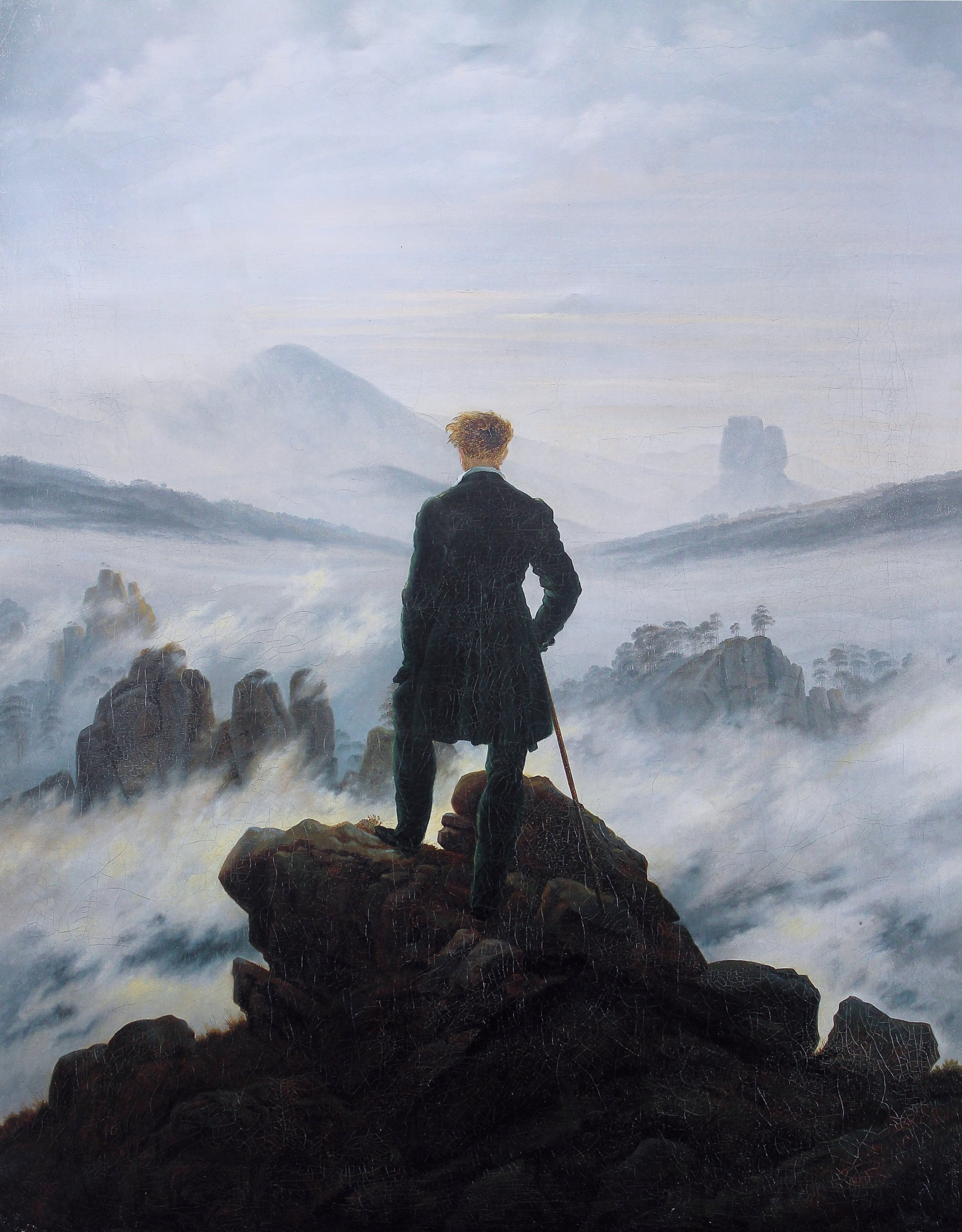
Caminhante sobre o mar de névoa de Caspar David Friedrich

A ciência humboldtiana refere-se a um movimento científico no século XIX intimamente ligado ao trabalho e aos escritos do cientista, naturalista e explorador alemão Alexander von Humboldt. Manteve uma certa ética de precisão e observação, que combinou o trabalho de campo científico com a sensibilidade e os ideais estéticos da época do Romantismo. Como o romantismo na ciência, foi bastante popular no século XIX. O termo foi cunhado por Susan Faye Cannon em 1978. O exemplo da vida de Humboldt e seus escritos permitiram que ele fosse além da comunidade acadêmica com sua história natural e se dirigisse a um público mais amplo com aspectos da ciência popular. Suplantou o método baconiano mais antigo, relacionado também a uma única pessoa, Francis Bacon.